# 헬레네 (비극)
《헬레네》(고대 그리스어: Ἑλένη, Helenē)는 에우리피데스가 기원전 412년 디오니소스제에서 처음 공연하기 위해 헬레네에 관해 쓴 고대 그리스 비극 작품이다.

## 등장 인물
- 헬레네 - 메넬라오스의 아내
- 테우크로스 - 텔라몬의 아들
- 코러스 - 이집트에서 노예 생활을 하는 그리스 여인들
- 메넬라오스 - 스파르테 왕, 헬레네의 남편
- 노파 - 궁전의 문지기
- 메넬라오스의 시종
- 테오클뤼메노스 - 이집트 왕 프로테우스의 아들 겸 후계자
- 테오노에 - 테오클뤼메노스의 누이
- 사자(使者)
- 테오클뤼메노스의 시종
- 디오스쿠로이들 - 헬레네의 쌍둥이 오빠 카스토르와 폴리데우케스

## 같이 보기
- 리하르트 슈트라우스

## 참고 문헌
- 에우리피데스, 천병희 역, 『에우리피데스 비극 전집 2』11~84쪽, 도서출판 숲, 2009.